# Bobby Moore
Bobby Moore, all'anagrafe Robert Frederick Chelsea Moore OBE (Barking, 12 aprile 1941 – Londra, 24 febbraio 1993), è stato un calciatore e allenatore di calcio britannico, di ruolo difensore, capitano della Nazionale inglese campione del mondo nel 1966 e del West Ham.
Considerato come uno dei più grandi difensori della storia del calcio, occupa la 14ª posizione nella speciale classifica dei migliori calciatori del XX secolo pubblicata dalla rivista World Soccer e la 24ª posizione nell'omonima classifica stilata dall'IFFHS. Nel mese di novembre del 2003 venne inoltre insignito del titolo onorifico di Golden Player dell'Inghilterra come miglior giocatore inglese dell'ultimo mezzo secolo (1954-2003). È stato anche inserito per sette volte tra i candidati alla vittoria del Pallone d'oro (1964, 1966, 1968 e dal 1970 al 1973), arrivando a ricoprire la seconda posizione nel 1970 dietro al solo Gerd Muller. Ha ricevuto l'OBE nella New Year Honours List e nel 1966 fu il primo calciatore a ricevere la BBC Sports Personality of the Year. Inserito anche nel World Team of the 20th Century, è stato nominato membro inaugurale della Hall of Fame del calcio inglese nel 2002 e nello stesso anno è stato nominato nella lista della BBC dei 100 Greatest Britons.
Leggenda del West Ham United, di cui risulta ampiamente considerato come il più grande giocatore di sempre, vinse con il club londinese la FA Cup nel 1963-64, la Charity Shield nel 1964 e la Coppa delle Coppe UEFA nel 1964-65. A livello individuale ha inoltre vinto il FWA Footballer of the Year nel 1964 e il West Ham Player of the Year nel 1961, 1963, 1968 e 1970. Nell'agosto 2008, il West Ham United ha ufficialmente ritirato in suo onore la sua maglia numero 6, 15 anni dopo la sua morte.
Nel 1964, all'età di 23 anni, è stato nominato capitano della nazionale inglese, con la quale ha vinto la Coppa del Mondo del 1966. Icona della nazionale, è posizionata in suo onore una statua in bronzo all'ingresso dello stadio di Wembley.

## Caratteristiche tecniche
(Pelé)
Difensore centrale composto, Moore era meglio conosciuto per la sua lettura di gioco e la capacità di anticipare i movimenti degli avversari, prendendo così le distanze dall'immagine del difensore robusto impegnato unicamente nei contrasti e nei duelli aerei.

## Carriera

### Club
Moore entrò giovanissimo nelle giovanili del West Ham, esordendo a 17 anni con la prima squadra l'8 novembre 1958 contro il Manchester Utd, diventando subito titolare della squadra londinese.
In seguito Moore guidò il West Ham al successo nella FA Cup a Wembley contro il Preston N.E. nel 1964. L'anno successivo, sempre a Wembley, il West Ham sconfisse il Monaco 1860, conquistando la Coppa delle Coppe.
All'inizio del 1966, alla vigilia del suo più grande trionfo con la nazionale, vennero resi noti alla stampa dei dettagli secondo cui Moore voleva lasciare il West Ham per il Tottenham. Moore fece scadere il suo contratto e solo dopo l'intervento di Sir Alf Ramsey ed essersi reso conto che tecnicamente non era qualificato a giocare in quanto la FA non permetteva a calciatori senza contratto di giocare per la Nazionale, firmò nuovamente con il West Ham per poter capitanare la squadra inglese del 1966.
Il 14 marzo 1974 a Moore venne permesso di lasciare il West Ham dopo più di 15 anni e di entrare a far parte dei rivali londinesi del Fulham, che giocavano in seconda divisione, per 25.000 sterline. Durante la stagione 1974-75, la squadra raggiunse la finale dell'FA Cup, dove incontrò proprio la ex squadra di Moore, il West Ham. Non ci fu però il lieto fine per Moore, il Fulham perse per due a zero.
Moore giocò la sua ultima partita in patria per il Fulham il 14 maggio 1977, contro il Blackburn. Nel 1976 ha la sua prima nordamericana in prestito ai San Antonio Thunder (24 partite, 1 gol) e poi, lasciato il Fulham, con i Seattle Sounders nel 1978 (7 partite).
Nel corso del 1976, ci fu anche un'ultima apparizione in campo internazionale per il Team USA, in incontri contro Italia, Brasile e un'Inghilterra capitanata da Gerry Francis. Seguirono un'esperienza presso i danesi dell'Herning Fremad e un ritorno negli Stati Uniti in forza ai Carolina Lightnin'.

### Nazionale
Dopo alcune presenze con la maglia della nazionale giovanile dell'Inghilterra, esordì ufficialmente in nazionale maggiore il 20 maggio 1962 a Lima contro il Perù, per poi disputare i successivi mondiali del Cile che videro l'eliminazione dell'Inghilterra ai quarti di finale contro il Brasile. Divenne capitano alla sua dodicesima presenza in nazionale, il 20 maggio 1963 contro la Cecoslovacchia.

#### Campionato del Mondo 1966
Moore partecipò come capitano dell'Inghilterra ai Mondiali del 1966 giocati in casa, in cui divenne il leader della squadra che diede al calcio inglese la sua finora unica vittoria mondiale e lo consacrò come giocatore e icona dello sport. Dopo aver superato la fase ai gironi ed aver eliminato con successo l'Argentina ai quarti di finale ed il Portogallo di Eusebio in semifinale, l'Inghilterra raggiunse la finale contro la Germania Ovest.
Inizialmente Moore e i suoi compagni andarono in svantaggio per 0-1 contro i tedeschi, ma un calcio di punizione rapidamente battuto dal difensore inglese fece sì che il suo compagno nel West Ham, Geoff Hurst, segnasse il primo gol della sua storica tripletta. Martin Peters segnò per portare l'Inghilterra sul 2-1, ma la Germania pareggiò nei minuti finali del tempo regolamentare, portando la partita ai supplementari. Ramsey si convinse che i tedeschi erano esausti, e dopo che Hurst segnò quello che probabilmente è il gol più controverso e discusso del calcio mondiale, l'incontro sembrò finito. Con pochi secondi rimasti da giocare e l'Inghilterra sotto la pressione dell'ennesimo attacco tedesco, la palla finì a Moore sul limitare dell'area di rigore inglese. Jackie Charlton e Nobby Stiles urlarono a Moore di disfarsi della palla, ma lui con calma riuscì a metterla sul piede di Hurst a quasi 40 metri di distanza, per il gol del definitivo 4-2.
Delle molte foto di quel giorno, una mostra Moore che si pulisce le mani dal fango sulla piattaforma di velluto dove era appoggiato il Trofeo Jules Rimet, prima di stringere la mano della regina Elisabetta II che gli consegnava la Coppa del Mondo.

#### Campionato del Mondo 1970
Moore venne ancora una volta chiamato ad essere il capitano dell'Inghilterra nei Mondiali del 1970. Durante una delle amichevoli preparatorie contro la Colombia allo scopo di acclimatarsi all'altitudine elevata, ci fu un grave incidente nel quale Moore venne accusato di un furto di un braccialetto ad una gioielleria di Bogotà. Le accuse vennero poi successivamente lasciate cadere e Moore fu pienamente scagionato, permettendogli di raggiungere i suoi compagni di squadra in Messico, dove si sarebbe disputato il Mondiale. Nell'incontro del girone eliminatorio contro i favoriti del Brasile, Moore affrontò a tu per tu Jairzinho disputando una grande gara, sebbene la Seleção uscì vincitrice dall'incontro. L'Inghilterra si qualificò comunque alla fase successiva grazie alle vittorie contro la Romania e la Cecoslovacchia, entrambe vinte per 1-0. Arrivati così ai quarti di finale contro la Germania Ovest, l'Inghilterra venne sconfitta ai tempi supplementari per 3-2.

#### Il ritiro dalla nazionale

Moore assieme a Giacinto Facchetti nel 1973, prima di un'amichevole a Torino contro l'Italia

Moore disputò la sua centesima partita con la nazionale inglese il 14 febbraio 1972, contro la Scozia. L'ultima apparizione di Moore con la maglia dell'Inghilterra avvenne invece nel novembre 1973 nella storica amichevole contro l'Italia vinta dagli azzurri per 1 a 0 con gol di Fabio Capello. Moore si ritirò così dalla nazionale con un totale di 108 presenze, superando il record detenuto dal compagno di trionfi del 1966 Bobby Charlton per sole due presenze.

## Dopo il ritiro

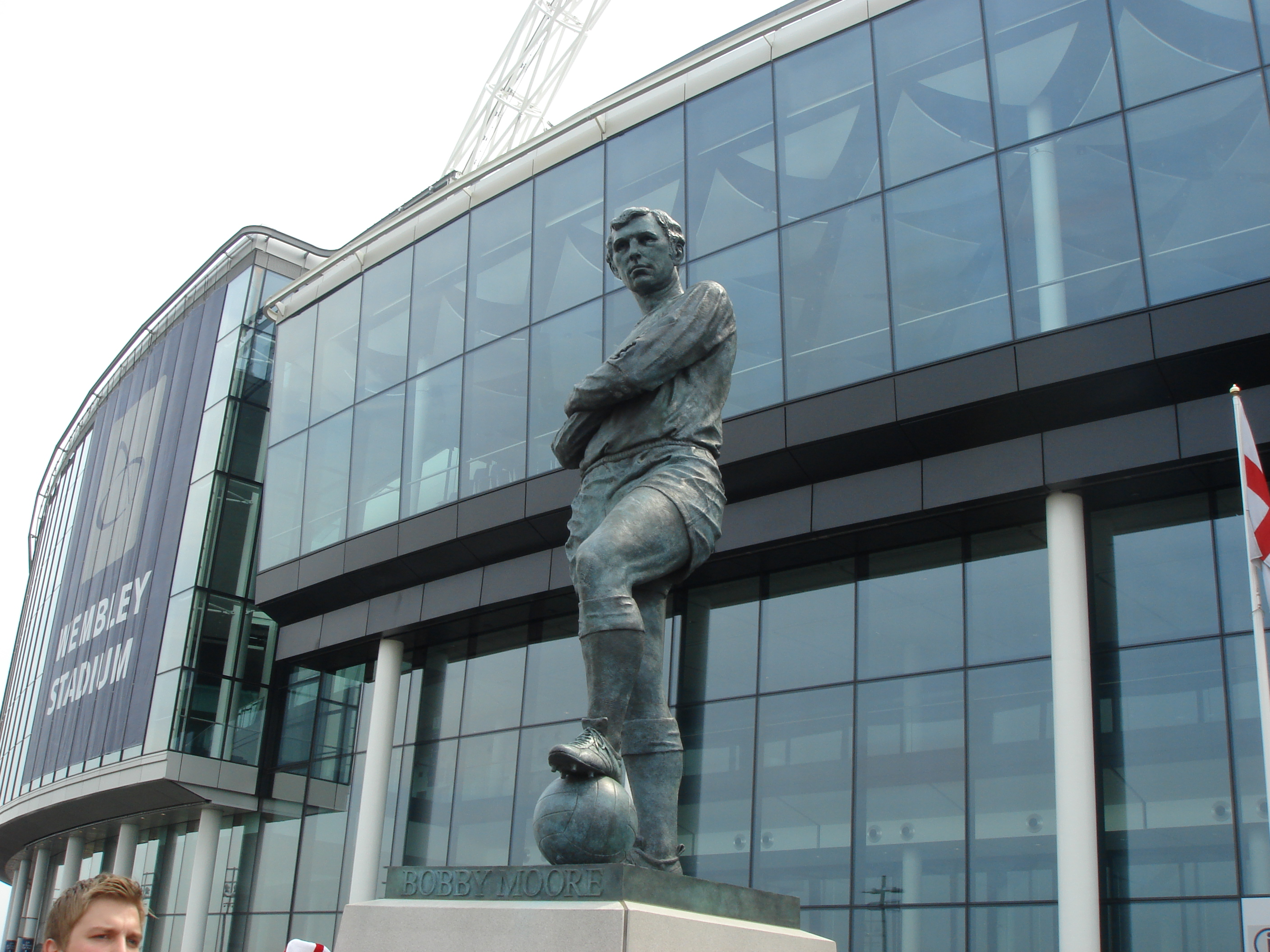
La statua eretta in onore di Moore davanti al nuovo Wembley Stadium

Dopo essersi ritirato dal calcio giocato nel 1978, Moore ebbe una breve parentesi come dirigente di Oxford City e Southend United, con risultati relativamente insoddisfacenti.
La sua vita dopo il calcio fu difficile e piena di eventi infausti, con affari andati male e la fine del suo matrimonio.
Nel 1990 Moore entrò nell'organico di Capital Gold Radio come analista e commentatore calcistico. Ad ogni modo, dovette far fronte a una nuova battaglia contro il cancro e il 22 aprile 1991 fu sottoposto a un intervento chirurgico per un sospetto tumore al colon. Il 15 febbraio 1993 Moore annunciò di soffrire per un cancro all'intestino. Cedette alla malattia solo sette giorni dopo aver commentato un incontro vinto a Wembley dalla nazionale inglese, per 6 a 0 contro il San Marino. Il suo funerale si svolse il 2 marzo 1993 nella chiesa del cimitero di Putney Vale; la salma venne in seguito tumulata nel cimitero-crematorio del borgo londinese di Newham.
Moore fu tra i primi ad essere inseriti nella Hall of Fame del calcio inglese nel 2002, come riconoscimento del suo impatto sul calcio inglese come giocatore.
La tribuna che ha sostituito il south bank del campo del West Ham, il Boleyn Ground di Upton Park, è stata intitolata a Bobby Moore poco dopo la sua morte.
Moore fu sposato due volte. La prima con Christina Dean il 30 giugno 1962 - la coppia divorziò dopo 23 anni, il 6 gennaio 1986. In seconde nozze sposò Stephanie Parlane-Moore (suo vero cognome da nubile) il 4 dicembre 1991.
Una statua di bronzo di Bobby Moore venne commissionata per essere eretta fuori dall'ingresso principale del nuovo Stadio di Wembley, come omaggio al suo impatto sullo sport del calcio.
Nel 2008, in occasione del cinquantesimo anniversario del debutto di Bobby Moore con la maglia del West Ham, la società ha comunicato di aver ritirato la sua maglia con il numero 6.

## Vita privata
Moore incontrò la sua prima moglie, Tina, nel 1957. Si sposarono il 30 giugno 1962. Vivevano in una casa a Chigwell, nell'Essex, che chiamavano "Morlands". Ebbero una figlia, Roberta, e un figlio, Dean.
Si separarono nel 1984, e divorziarono nel 1986. Sviluppò una relazione con Stephanie Parlane (di otto anni più giovane di lui), con cui si sposò il 4 dicembre 1991, ma Moore morì il 24 febbraio 1993, 14 mesi e mezzo dopo.
Suo figlio, Dean, è morto, all'età di 43 anni, nel suo appartamento il 28 luglio 2011: la morte è stata attribuita a una condizione medica ed a cause naturali.

## Statistiche
Tra club, nazionale maggiore e nazionale giovanile, Bobby Moore ha giocato globalmente 914 partite segnando 32 reti.

### Presenze e reti nei club
| Stagione        | Squadra         | Campionato      | Campionato | Campionato | Coppe nazionali | Coppe nazionali | Coppe nazionali | Coppe continentali | Coppe continentali | Coppe continentali | Altre coppe | Altre coppe | Altre coppe | Totale | Totale |
| Stagione        | Squadra         | Comp            | Pres       | Reti       | Comp            | Pres            | Reti            | Comp               | Pres               | Reti               | Comp        | Pres        | Reti        | Pres   | Reti   |
| --------------- | --------------- | --------------- | ---------- | ---------- | --------------- | --------------- | --------------- | ------------------ | ------------------ | ------------------ | ----------- | ----------- | ----------- | ------ | ------ |
| 1958-1959       | West Ham Utd    | FD              | 5          | 0          | FACup           | 0               | 0               | -                  | -                  | -                  | SFP         | 1           | 0           | 6      | 0      |
| 1959-1960       | West Ham Utd    | FD              | 13         | 0          | FACup           | 0               | 0               | -                  | -                  | -                  | SFP         | 2           | 0           | 15     | 0      |
| 1960-1961       | West Ham Utd    | FD              | 38         | 1          | FACup+CdL       | 2+2             | 0+1             | -                  | -                  | -                  | -           | -           | -           | 42     | 2      |
| 1961-1962       | West Ham Utd    | FD              | 41         | 3          | FACup+CdL       | 1+2             | 0               | -                  | -                  | -                  | -           | -           | -           | 44     | 3      |
| 1962-1963       | West Ham Utd    | FD              | 41         | 3          | FACup+CdL       | 5+1             | 0               | -                  | -                  | -                  | -           | -           | -           | 47     | 3      |
| 1963-1964       | West Ham Utd    | FD              | 37         | 2          | FACup+CdL       | 7+6             | 0               | -                  | -                  | -                  | -           | -           | -           | 50     | 2      |
| 1964-1965       | West Ham Utd    | FD              | 28         | 1          | FACup+CdL       | 0               | 0               | CdC                | 7                  | 0                  | CS          | 1           | 0           | 35     | 1      |
| 1965-1966       | West Ham Utd    | FD              | 37         | 0          | FACup+CdL       | 4+9             | 0+2             | CdC                | 6                  | 0                  | -           | -           | -           | 56     | 2      |
| 1966-1967       | West Ham Utd    | FD              | 40         | 2          | FACup+CdL       | 2+6             | 0               | -                  | -                  | -                  | -           | -           | -           | 48     | 2      |
| 1967-1968       | West Ham Utd    | FD              | 40         | 4          | FACup+CdL       | 3+3             | 0               | -                  | -                  | -                  | -           | -           | -           | 46     | 4      |
| 1968-1969       | West Ham Utd    | FD              | 41         | 2          | FACup+CdL       | 3+3             | 0               | -                  | -                  | -                  | -           | -           | -           | 47     | 2      |
| 1969-1970       | West Ham Utd    | FD              | 40         | 0          | FACup+CdL       | 1+2             | 0               | -                  | -                  | -                  | -           | -           | -           | 43     | 0      |
| 1970-1971       | West Ham Utd    | FD              | 39         | 2          | FACup+CdL       | 1+2             | 0               | -                  | -                  | -                  | -           | -           | -           | 42     | 2      |
| 1971-1972       | West Ham Utd    | FD              | 40         | 1          | FACup+CdL       | 4+10            | 0               | -                  | -                  | -                  | -           | -           | -           | 54     | 1      |
| 1972-1973       | West Ham Utd    | FD              | 42         | 3          | FACup+CdL       | 2+2             | 0               | -                  | -                  | -                  | -           | -           | -           | 46     | 3      |
| 1973-gen. 1974  | West Ham Utd    | FD              | 22         | 0          | FACup+CdL       | 1+1             | 0               | -                  | -                  | -                  | TXCup       | 1           | 0           | 25     | 0      |
| Totale West Ham | Totale West Ham | Totale West Ham | 544        | 24         |                 | 85              | 3               |                    | 13                 | 0                  |             | 5           | 0           | 647    | 27     |
| gen.-giu. 1974  | Fulham          | SD              | 10         | 1          | FACup+CdL       | 0               | 0               | -                  | -                  | -                  | -           | -           | -           | 10     | 1      |
| 1974-1975       | Fulham          | SD              | 41         | 0          | FACup+CdL       | 12+3            | 0               | -                  | -                  | -                  | -           | -           | -           | 56     | 0      |
| 1975-1976       | Fulham          | SD              | 33         | 0          | FACup+CdL       | 1+3             | 0               | -                  | -                  | -                  | -           | -           | -           | 37     | 0      |
| 1976-1977       | Fulham          | SD              | 40         | 0          | FACup+CdL       | 2+5             | 0               | -                  | -                  | -                  | -           | -           | -           | 47     | 0      |
| Totale Fulham   | Totale Fulham   | Totale Fulham   | 124        | 1          |                 | 26              | 0               |                    | -                  | -                  |             | -           | -           | 150    | 1      |
| Totale carriera | Totale carriera | Totale carriera | 668        | 25         |                 | 111             | 3               |                    | 13                 | 0                  |             | 5           | 0           | 797    | 28     |

### Cronologia presenze e reti in nazionale
| Cronologia completa delle presenze e delle reti in nazionale ― Inghilterra | Cronologia completa delle presenze e delle reti in nazionale ― Inghilterra | Cronologia completa delle presenze e delle reti in nazionale ― Inghilterra | Cronologia completa delle presenze e delle reti in nazionale ― Inghilterra | Cronologia completa delle presenze e delle reti in nazionale ― Inghilterra | Cronologia completa delle presenze e delle reti in nazionale ― Inghilterra | Cronologia completa delle presenze e delle reti in nazionale ― Inghilterra | Cronologia completa delle presenze e delle reti in nazionale ― Inghilterra |
| Data                                                                       | Città                                                                      | In casa                                                                    | Risultato                                                                  | Ospiti                                                                     | Competizione                                                               | Reti                                                                       | Note                                                                       |
| -------------------------------------------------------------------------- | -------------------------------------------------------------------------- | -------------------------------------------------------------------------- | -------------------------------------------------------------------------- | -------------------------------------------------------------------------- | -------------------------------------------------------------------------- | -------------------------------------------------------------------------- | -------------------------------------------------------------------------- |
| 20-5-1962                                                                  | Lima                                                                       | Perù                                                                       | 0 – 4                                                                      | Inghilterra                                                                | Amichevole                                                                 | -                                                                          |                                                                            |
| 31-5-1962                                                                  | Rancagua                                                                   | Ungheria                                                                   | 2 – 1                                                                      | Inghilterra                                                                | Mondiali 1962 - 1º turno                                                   | -                                                                          |                                                                            |
| 2-6-1962                                                                   | Rancagua                                                                   | Inghilterra                                                                | 3 – 1                                                                      | Argentina                                                                  | Mondiali 1962 - 1º turno                                                   | -                                                                          |                                                                            |
| 7-6-1962                                                                   | Rancagua                                                                   | Inghilterra                                                                | 0 – 0                                                                      | Bulgaria                                                                   | Mondiali 1962 - 1º turno                                                   | -                                                                          |                                                                            |
| 10-6-1962                                                                  | Viña del Mar                                                               | Brasile                                                                    | 3 – 1                                                                      | Inghilterra                                                                | Mondiali 1962 - Quarti di finale                                           | -                                                                          |                                                                            |
| 3-10-1962                                                                  | Sheffield                                                                  | Inghilterra                                                                | 1 – 1                                                                      | Francia                                                                    | Qual. Euro 1964                                                            | -                                                                          |                                                                            |
| 20-10-1962                                                                 | Belfast                                                                    | Irlanda del Nord                                                           | 1 – 3                                                                      | Inghilterra                                                                | Torneo Interbritannico                                                     | -                                                                          |                                                                            |
| 21-11-1962                                                                 | Londra                                                                     | Inghilterra                                                                | 4 – 0                                                                      | Galles                                                                     | Torneo Interbritannico                                                     | -                                                                          |                                                                            |
| 27-2-1963                                                                  | Saint-Denis                                                                | Francia                                                                    | 5 – 2                                                                      | Inghilterra                                                                | Qual. Euro 1964                                                            | -                                                                          |                                                                            |
| 6-4-1963                                                                   | Londra                                                                     | Inghilterra                                                                | 1 – 2                                                                      | Scozia                                                                     | Torneo Interbritannico                                                     | -                                                                          |                                                                            |
| 8-5-1963                                                                   | Londra                                                                     | Inghilterra                                                                | 1 – 1                                                                      | Brasile                                                                    | Amichevole                                                                 | -                                                                          |                                                                            |
| 29-5-1963                                                                  | Bratislava                                                                 | Cecoslovacchia                                                             | 2 – 4                                                                      | Inghilterra                                                                | Amichevole                                                                 | -                                                                          |                                                                            |
| 2-6-1963                                                                   | Kaiserslautern                                                             | Germania Ovest                                                             | 1 – 2                                                                      | Inghilterra                                                                | Amichevole                                                                 | -                                                                          |                                                                            |
| 5-6-1963                                                                   | Basilea                                                                    | Svizzera                                                                   | 1 – 8                                                                      | Inghilterra                                                                | Amichevole                                                                 | -                                                                          |                                                                            |
| 12-10-1963                                                                 | Cardiff                                                                    | Galles                                                                     | 0 – 4                                                                      | Inghilterra                                                                | Torneo Interbritannico                                                     | -                                                                          |                                                                            |
| 23-10-1963                                                                 | Londra                                                                     | Inghilterra                                                                | 2 – 1                                                                      | Spagna                                                                     | Amichevole                                                                 | -                                                                          |                                                                            |
| 20-11-1963                                                                 | Londra                                                                     | Inghilterra                                                                | 8 – 3                                                                      | Irlanda del Nord                                                           | Torneo Interbritannico                                                     | -                                                                          |                                                                            |
| 11-4-1964                                                                  | Glasgow                                                                    | Scozia                                                                     | 1 – 0                                                                      | Inghilterra                                                                | Amichevole                                                                 | -                                                                          |                                                                            |
| 6-5-1964                                                                   | Londra                                                                     | Inghilterra                                                                | 2 – 1                                                                      | Uruguay                                                                    | Amichevole                                                                 | -                                                                          |                                                                            |
| 17-5-1964                                                                  | Funchal                                                                    | Portogallo                                                                 | 3 – 4                                                                      | Inghilterra                                                                | Amichevole                                                                 | -                                                                          |                                                                            |
| 24-5-1964                                                                  | Dublino                                                                    | Irlanda                                                                    | 1 – 3                                                                      | Inghilterra                                                                | Amichevole                                                                 | -                                                                          |                                                                            |
| 30-5-1964                                                                  | Rio de Janeiro                                                             | Brasile                                                                    | 5 – 1                                                                      | Inghilterra                                                                | Amichevole                                                                 | -                                                                          |                                                                            |
| 4-6-1964                                                                   | Buenos Aires                                                               | Argentina                                                                  | 1 – 0                                                                      | Inghilterra                                                                | Amichevole                                                                 | -                                                                          |                                                                            |
| 6-7-1964                                                                   | New York                                                                   | Stati Uniti                                                                | 1 – 1                                                                      | Inghilterra                                                                | Amichevole                                                                 | -                                                                          |                                                                            |
| 3-10-1964                                                                  | Belfast                                                                    | Irlanda del Nord                                                           | 3 – 4                                                                      | Inghilterra                                                                | Amichevole                                                                 | -                                                                          |                                                                            |
| 21-10-1964                                                                 | Londra                                                                     | Inghilterra                                                                | 2 – 2                                                                      | Belgio                                                                     | Amichevole                                                                 | -                                                                          |                                                                            |
| 10-4-1965                                                                  | Glasgow                                                                    | Scozia                                                                     | 2 – 2                                                                      | Inghilterra                                                                | Amichevole                                                                 | -                                                                          |                                                                            |
| 5-5-1965                                                                   | Londra                                                                     | Inghilterra                                                                | 1 – 0                                                                      | Ungheria                                                                   | Amichevole                                                                 | -                                                                          |                                                                            |
| 9-5-1965                                                                   | Belgrado                                                                   | Jugoslavia                                                                 | 1 – 1                                                                      | Inghilterra                                                                | Amichevole                                                                 | -                                                                          |                                                                            |
| 12-5-1965                                                                  | Francoforte sul Meno                                                       | Germania Ovest                                                             | 0 – 1                                                                      | Inghilterra                                                                | Amichevole                                                                 | -                                                                          |                                                                            |
| 16-5-1965                                                                  | Göteborg                                                                   | Svezia                                                                     | 1 – 2                                                                      | Inghilterra                                                                | Amichevole                                                                 | -                                                                          |                                                                            |
| 2-10-1965                                                                  | Cardiff                                                                    | Galles                                                                     | 0 – 0                                                                      | Inghilterra                                                                | Torneo Interbritannico                                                     | -                                                                          |                                                                            |
| 20-10-1965                                                                 | Londra                                                                     | Inghilterra                                                                | 2 – 3                                                                      | Austria                                                                    | Amichevole                                                                 | -                                                                          |                                                                            |
| 10-11-1965                                                                 | Londra                                                                     | Inghilterra                                                                | 2 – 1                                                                      | Irlanda del Nord                                                           | Amichevole                                                                 | -                                                                          |                                                                            |
| 8-12-1965                                                                  | Barcellona                                                                 | Spagna                                                                     | 0 – 2                                                                      | Inghilterra                                                                | Amichevole                                                                 | -                                                                          |                                                                            |
| 5-1-1966                                                                   | Liverpool                                                                  | Inghilterra                                                                | 1 – 1                                                                      | Polonia                                                                    | Amichevole                                                                 | 1                                                                          |                                                                            |
| 23-2-1966                                                                  | Manchester                                                                 | Inghilterra                                                                | 1 – 0                                                                      | Jugoslavia                                                                 | Amichevole                                                                 | -                                                                          |                                                                            |
| 2-4-1966                                                                   | Glasgow                                                                    | Scozia                                                                     | 3 – 4                                                                      | Inghilterra                                                                | Amichevole                                                                 | -                                                                          |                                                                            |
| 29-6-1966                                                                  | Oslo                                                                       | Norvegia                                                                   | 1 – 6                                                                      | Inghilterra                                                                | Amichevole                                                                 | 1                                                                          |                                                                            |
| 3-7-1966                                                                   | Copenaghen                                                                 | Danimarca                                                                  | 0 – 2                                                                      | Inghilterra                                                                | Amichevole                                                                 | -                                                                          |                                                                            |
| 5-7-1966                                                                   | Varsavia                                                                   | Polonia                                                                    | 0 – 1                                                                      | Inghilterra                                                                | Amichevole                                                                 | -                                                                          |                                                                            |
| 11-7-1966                                                                  | Londra                                                                     | Inghilterra                                                                | 0 – 0                                                                      | Uruguay                                                                    | Mondiali 1966 - 1º turno                                                   | -                                                                          |                                                                            |
| 16-7-1966                                                                  | Londra                                                                     | Inghilterra                                                                | 2 – 0                                                                      | Messico                                                                    | Mondiali 1966 - 1º turno                                                   | -                                                                          |                                                                            |
| 20-7-1966                                                                  | Londra                                                                     | Inghilterra                                                                | 2 – 0                                                                      | Francia                                                                    | Mondiali 1966 - 1º turno                                                   | -                                                                          |                                                                            |
| 23-7-1966                                                                  | Londra                                                                     | Inghilterra                                                                | 1 – 0                                                                      | Argentina                                                                  | Mondiali 1966 - Quarti di finale                                           | -                                                                          |                                                                            |
| 26-7-1966                                                                  | Londra                                                                     | Inghilterra                                                                | 2 – 1                                                                      | Portogallo                                                                 | Mondiali 1966 - Semifinale                                                 | -                                                                          |                                                                            |
| 30-7-1966                                                                  | Londra                                                                     | Inghilterra                                                                | 4 – 2 dts                                                                  | Germania Ovest                                                             | Mondiali 1966 - Finale                                                     | -                                                                          |                                                                            |
| 22-10-1966                                                                 | Belfast                                                                    | Irlanda del Nord                                                           | 0 – 2                                                                      | Inghilterra                                                                | Qual. Euro 1968                                                            | -                                                                          |                                                                            |
| 2-11-1966                                                                  | Londra                                                                     | Inghilterra                                                                | 0 – 0                                                                      | Cecoslovacchia                                                             | Amichevole                                                                 | -                                                                          |                                                                            |
| 16-11-1966                                                                 | Cardiff                                                                    | Galles                                                                     | 1 – 5                                                                      | Inghilterra                                                                | Qual. Euro 1968                                                            | -                                                                          |                                                                            |
| 15-4-1967                                                                  | Londra                                                                     | Inghilterra                                                                | 2 – 3                                                                      | Scozia                                                                     | Qual. Euro 1968                                                            | -                                                                          |                                                                            |
| 24-5-1967                                                                  | Londra                                                                     | Inghilterra                                                                | 2 – 0                                                                      | Spagna                                                                     | Amichevole                                                                 | -                                                                          |                                                                            |
| 27-5-1967                                                                  | Salisburgo                                                                 | Austria                                                                    | 0 – 1                                                                      | Inghilterra                                                                | Amichevole                                                                 | -                                                                          |                                                                            |
| 21-10-1967                                                                 | Londra                                                                     | Inghilterra                                                                | 3 – 0                                                                      | Galles                                                                     | Qual. Euro 1968                                                            | -                                                                          |                                                                            |
| 22-11-1967                                                                 | Londra                                                                     | Inghilterra                                                                | 2 – 0                                                                      | Irlanda del Nord                                                           | Qual. Euro 1968                                                            | -                                                                          |                                                                            |
| 6-12-1967                                                                  | Manchester                                                                 | Inghilterra                                                                | 2 – 2                                                                      | Unione Sovietica                                                           | Amichevole                                                                 | -                                                                          |                                                                            |
| 24-2-1968                                                                  | Glasgow                                                                    | Scozia                                                                     | 1 – 1                                                                      | Inghilterra                                                                | Qual. Euro 1968                                                            | -                                                                          |                                                                            |
| 3-4-1968                                                                   | Liverpool                                                                  | Inghilterra                                                                | 1 – 0                                                                      | Spagna                                                                     | Qual. Euro 1968                                                            | -                                                                          |                                                                            |
| 8-5-1968                                                                   | Valencia                                                                   | Spagna                                                                     | 1 – 2                                                                      | Inghilterra                                                                | Qual. Euro 1968                                                            | -                                                                          |                                                                            |
| 22-5-1968                                                                  | Londra                                                                     | Inghilterra                                                                | 3 – 1                                                                      | Svezia                                                                     | Amichevole                                                                 | -                                                                          |                                                                            |
| 1-6-1968                                                                   | Hannover                                                                   | Germania Ovest                                                             | 1 – 0                                                                      | Inghilterra                                                                | Amichevole                                                                 | -                                                                          |                                                                            |
| 5-6-1968                                                                   | Firenze                                                                    | Jugoslavia                                                                 | 1 – 0                                                                      | Inghilterra                                                                | Euro 1968 - 1º turno                                                       | -                                                                          |                                                                            |
| 8-6-1968                                                                   | Roma                                                                       | Inghilterra                                                                | 2 – 0                                                                      | Unione Sovietica                                                           | Euro 1968 - 1º turno                                                       | -                                                                          |                                                                            |
| 6-11-1968                                                                  | Bucarest                                                                   | Romania                                                                    | 0 – 0                                                                      | Inghilterra                                                                | Amichevole                                                                 | -                                                                          |                                                                            |
| 11-12-1968                                                                 | Sofia                                                                      | Bulgaria                                                                   | 1 – 1                                                                      | Inghilterra                                                                | Amichevole                                                                 | -                                                                          |                                                                            |
| 12-3-1969                                                                  | Londra                                                                     | Inghilterra                                                                | 5 – 0                                                                      | Francia                                                                    | Amichevole                                                                 | -                                                                          |                                                                            |
| 3-5-1969                                                                   | Belfast                                                                    | Irlanda del Nord                                                           | 1 – 3                                                                      | Inghilterra                                                                | Torneo Interbritannico                                                     | -                                                                          |                                                                            |
| 7-5-1969                                                                   | Londra                                                                     | Inghilterra                                                                | 2 – 1                                                                      | Galles                                                                     | Torneo Interbritannico                                                     | -                                                                          |                                                                            |
| 10-5-1969                                                                  | Londra                                                                     | Inghilterra                                                                | 4 – 1                                                                      | Scozia                                                                     | Torneo Interbritannico                                                     | -                                                                          |                                                                            |
| 1-6-1969                                                                   | Città del Messico                                                          | Messico                                                                    | 0 – 0                                                                      | Inghilterra                                                                | Amichevole                                                                 | -                                                                          |                                                                            |
| 8-6-1969                                                                   | Montevideo                                                                 | Uruguay                                                                    | 1 – 2                                                                      | Inghilterra                                                                | Amichevole                                                                 | -                                                                          |                                                                            |
| 12-6-1969                                                                  | Rio de Janeiro                                                             | Brasile                                                                    | 2 – 1                                                                      | Inghilterra                                                                | Amichevole                                                                 | -                                                                          |                                                                            |
| 5-11-1969                                                                  | Amsterdam                                                                  | Paesi Bassi                                                                | 0 – 1                                                                      | Inghilterra                                                                | Amichevole                                                                 | -                                                                          |                                                                            |
| 10-12-1969                                                                 | Londra                                                                     | Inghilterra                                                                | 1 – 0                                                                      | Portogallo                                                                 | Amichevole                                                                 | -                                                                          |                                                                            |
| 25-2-1970                                                                  | Bruxelles                                                                  | Belgio                                                                     | 1 – 3                                                                      | Inghilterra                                                                | Amichevole                                                                 | -                                                                          |                                                                            |
| 18-4-1970                                                                  | Cardiff                                                                    | Galles                                                                     | 1 – 1                                                                      | Inghilterra                                                                | Torneo Interbritannico                                                     | -                                                                          |                                                                            |
| 21-4-1970                                                                  | Londra                                                                     | Inghilterra                                                                | 3 – 1                                                                      | Irlanda del Nord                                                           | Torneo Interbritannico                                                     | -                                                                          |                                                                            |
| 25-4-1970                                                                  | Glasgow                                                                    | Scozia                                                                     | 0 – 0                                                                      | Inghilterra                                                                | Amichevole                                                                 | -                                                                          |                                                                            |
| 20-5-1970                                                                  | Bogotà                                                                     | Colombia                                                                   | 0 – 5                                                                      | Inghilterra                                                                | Amichevole                                                                 | -                                                                          |                                                                            |
| 24-5-1970                                                                  | Santiago del Cile                                                          | Cile                                                                       | 0 – 2                                                                      | Inghilterra                                                                | Amichevole                                                                 | -                                                                          |                                                                            |
| 2-6-1970                                                                   | Guadalajara                                                                | Inghilterra                                                                | 1 – 0                                                                      | Romania                                                                    | Mondiali 1970 - 1º turno                                                   | -                                                                          |                                                                            |
| 7-6-1970                                                                   | Guadalajara                                                                | Brasile                                                                    | 1 – 0                                                                      | Inghilterra                                                                | Mondiali 1970 - 1º turno                                                   | -                                                                          |                                                                            |
| 11-6-1970                                                                  | Guadalajara                                                                | Inghilterra                                                                | 1 – 0                                                                      | Cecoslovacchia                                                             | Mondiali 1970 - 1º turno                                                   | -                                                                          |                                                                            |
| 14-6-1970                                                                  | Léon                                                                       | Germania Ovest                                                             | 3 – 2                                                                      | Inghilterra                                                                | Mondiali 1970 - 2º turno                                                   | -                                                                          |                                                                            |
| 25-11-1970                                                                 | Londra                                                                     | Inghilterra                                                                | 3 – 1                                                                      | Stati Uniti                                                                | Amichevole                                                                 | -                                                                          |                                                                            |
| 21-4-1971                                                                  | Londra                                                                     | Inghilterra                                                                | 3 – 0                                                                      | Grecia                                                                     | Qual. Euro 1972                                                            | -                                                                          |                                                                            |
| 12-5-1971                                                                  | Londra                                                                     | Inghilterra                                                                | 5 – 0                                                                      | Malta                                                                      | Qual. Euro 1972                                                            | -                                                                          |                                                                            |
| 15-5-1971                                                                  | Dublino                                                                    | Irlanda                                                                    | 0 – 1                                                                      | Inghilterra                                                                | Amichevole                                                                 | -                                                                          |                                                                            |
| 22-5-1971                                                                  | Stoccolma                                                                  | Svezia                                                                     | 1 – 3                                                                      | Inghilterra                                                                | Amichevole                                                                 | -                                                                          |                                                                            |
| 13-10-1971                                                                 | Basilea                                                                    | Svizzera                                                                   | 2 – 3                                                                      | Inghilterra                                                                | Qual. Euro 1972                                                            | -                                                                          |                                                                            |
| 10-11-1971                                                                 | Londra                                                                     | Inghilterra                                                                | 1 – 1                                                                      | Svizzera                                                                   | Qual. Euro 1972                                                            | -                                                                          |                                                                            |
| 1-12-1971                                                                  | Il Pireo                                                                   | Grecia                                                                     | 0 – 2                                                                      | Inghilterra                                                                | Qual. Euro 1972                                                            | -                                                                          |                                                                            |
| 29-4-1972                                                                  | Londra                                                                     | Inghilterra                                                                | 1 – 3                                                                      | Germania Ovest                                                             | Qual. Euro 1972                                                            | -                                                                          |                                                                            |
| 13-5-1972                                                                  | Monaco di Baviera                                                          | Germania Ovest                                                             | 0 – 0                                                                      | Inghilterra                                                                | Qual. Euro 1972                                                            | -                                                                          |                                                                            |
| 20-5-1972                                                                  | Algeri                                                                     | Algeria                                                                    | 1 – 2                                                                      | Inghilterra                                                                | Amichevole                                                                 | -                                                                          |                                                                            |
| 27-5-1972                                                                  | Yaoundé                                                                    | Camerun                                                                    | 0 – 3                                                                      | Inghilterra                                                                | Amichevole                                                                 | -                                                                          |                                                                            |
| 11-10-1972                                                                 | Londra                                                                     | Inghilterra                                                                | 1 – 1                                                                      | Jugoslavia                                                                 | Amichevole                                                                 | -                                                                          |                                                                            |
| 15-11-1972                                                                 | Cardiff                                                                    | Galles                                                                     | 0 – 1                                                                      | Inghilterra                                                                | Qual. Mondiali 1974                                                        | -                                                                          |                                                                            |
| 24-1-1973                                                                  | Londra                                                                     | Inghilterra                                                                | 1 – 1                                                                      | Galles                                                                     | Qual. Mondiali 1974                                                        | -                                                                          |                                                                            |
| 14-2-1973                                                                  | Glasgow                                                                    | Scozia                                                                     | 0 – 5                                                                      | Inghilterra                                                                | Amichevole                                                                 | -                                                                          |                                                                            |
| 12-5-1973                                                                  | Londra                                                                     | Inghilterra                                                                | 3 – 0                                                                      | Argentina                                                                  | Amichevole                                                                 | -                                                                          |                                                                            |
| 15-5-1973                                                                  | Birmingham                                                                 | Inghilterra                                                                | 2 – 1                                                                      | Brasile                                                                    | Amichevole                                                                 | -                                                                          |                                                                            |
| 19-5-1973                                                                  | Newcastle upon Tyne                                                        | Inghilterra                                                                | 1 – 0                                                                      | Colombia                                                                   | Amichevole                                                                 | -                                                                          |                                                                            |
| 27-5-1973                                                                  | Praga                                                                      | Cecoslovacchia                                                             | 1 – 1                                                                      | Inghilterra                                                                | Amichevole                                                                 | -                                                                          |                                                                            |
| 6-6-1973                                                                   | Cracovia                                                                   | Polonia                                                                    | 2 – 0                                                                      | Inghilterra                                                                | Qual. Mondiali 1974                                                        | -                                                                          |                                                                            |
| 10-6-1973                                                                  | San Pietroburgo                                                            | Unione Sovietica                                                           | 1 – 2                                                                      | Inghilterra                                                                | Amichevole                                                                 | -                                                                          |                                                                            |
| 14-6-1973                                                                  | Torino                                                                     | Italia                                                                     | 2 – 0                                                                      | Inghilterra                                                                | Amichevole                                                                 | -                                                                          |                                                                            |
| 14-11-1973                                                                 | Londra                                                                     | Inghilterra                                                                | 0 – 1                                                                      | Italia                                                                     | Amichevole                                                                 | -                                                                          |                                                                            |
| Totale                                                                     |                                                                            | Presenze (5º posto)                                                        | 108                                                                        |                                                                            | Reti                                                                       | 2                                                                          |                                                                            |

## Palmarès

### Giocatore

#### Club

##### Competizioni nazionali
- Coppa d'Inghilterra: 1

West Ham: 1963-1964
- Charity Shield: 1

West Ham: 1964

##### Competizioni internazionali
- Coppa delle Coppe: 1

West Ham: 1964-1965

#### Nazionale
- Campionato mondiale: 1

Inghilterra 1966

#### Individuale
- Giocatore dell'anno della FWA: 1

1964
- Miglior calciatore del mondiale: 1

1966
- Calciatore dell'anno del West Ham: 4

1961, 1963, 1968, 1970
- FIFA World Cup All-Time Team (1994)

## Filmografia
- Fuga per la vittoria (Victory), regia di John Huston (1981)

## Doppiatori italiani
- Gianni Marzocchi in Fuga per la vittoria